# Brejo da Madre de Deus (kommun)
Brejo da Madre de Deus är en kommun i Brasilien.   Den ligger i delstaten Pernambuco, i den östra delen av landet, 1 500 km nordost om huvudstaden Brasília. Antalet invånare är 45 192.
Följande samhällen finns i Brejo da Madre de Deus:
- Brejo da Madre de Deus

Omgivningarna runt Brejo da Madre de Deus är huvudsakligen savann. Runt Brejo da Madre de Deus är det ganska glesbefolkat, med 29 invånare per kvadratkilometer.